# Kristen Cloke
Kristen Cloke (ur. 2 września 1968 w Van Nuys w Kalifornii) – amerykańska aktorka filmowa i telewizyjna.

## Kariera
Występuje głównie w serialach i horrorach, wyprodukowanych w większości przez jej męża. Zadebiutowała w niskobudżetowym filmie sci fi Megaville (1990) u boku Billy'ego Zane'a jako Christine. W latach 1995–96 grała Shane Vansen w serialu Gwiezdna eskadra. Niedługo później wystąpiła w odcinku serialu science-fiction Z Archiwum X jako Melissa Ephesian. W tym samym roku była nominowana do nagrody Daytime Emmy za rolę w filmie The Long Road Home w którym grała młodą mężatke, nieakceptowaną przez swojego pasierba.
W 1997 magazyn Femme Fatales umieścił ją na 9. miejscu w rankingu Sexy 50 Sci-Fi.
W latach 1997–98 wcielała się w rolę Lary Means w serialu Millenium. Wystąpiła w roli nauczycielki Valerie Lewton w filmie Oszukać przeznaczenie (2000), która wraz z kilkorgiem uczniów, przeżywa katastrofę lotu 180. W dramacie Willard (2003) zagrała u boku Crispina Glovera. Wcieliła się także w jedną z drugoplanowych ról w slasherze Krwawe święta (2006).

## Życie prywatne
Ukończyła studia na California State Univeristy w Northridge. W 1998 wyszła za producenta filmowego Glena Morgana, którego poznała podczas kręcenia serialu Space: Above and Beyond w 1995. Para ma trójkę dzieci; synów Winslowa i Ethana oraz córkę Greer Autumn.